# (4474) Proust
(4474) Proust est un astéroïde de la ceinture principale.

## Description
(4474) Proust est un astéroïde de la ceinture principale. Il fut découvert par Henri Debehogne le 24 août 1981 à La Silla. Il présente une orbite caractérisée par un demi-grand axe de 3,17 UA, une excentricité de 0,173 et une inclinaison de 2,05° par rapport à l'écliptique.
Il fut nommé en hommage à Dominique Proust, astrophysicien à l'observatoire de Meudon, mais le découvreur précise que le nom honore également l'écrivain français Marcel Proust.

## Compléments